# Homoneura licina
Homoneura licina är en tvåvingeart som beskrevs av Seguy 1941. Homoneura licina ingår i släktet Homoneura och familjen lövflugor. Inga underarter finns listade i Catalogue of Life.